# Винтергрин (Вирџинија)
Винтергрин (енгл. Wintergreen) насељено је место без административног статуса у америчкој савезној држави Вирџинија.

## Демографија
По попису из 2010. године број становника је 165.
| Група             | 2000.    | 2010.       |
| Белци             | 0 (0,0%) | 153 (92,7%) |
| Афроамериканци    | 0 (0,0%) | 9 (5,5%)    |
| Азијати           | 0 (0,0%) | 3 (1,8%)    |
| Хиспаноамериканци | 0 (0,0%) | 0 (0,0%)    |
| Укупно            | 0        | 165         |